# Freestyle (sci)

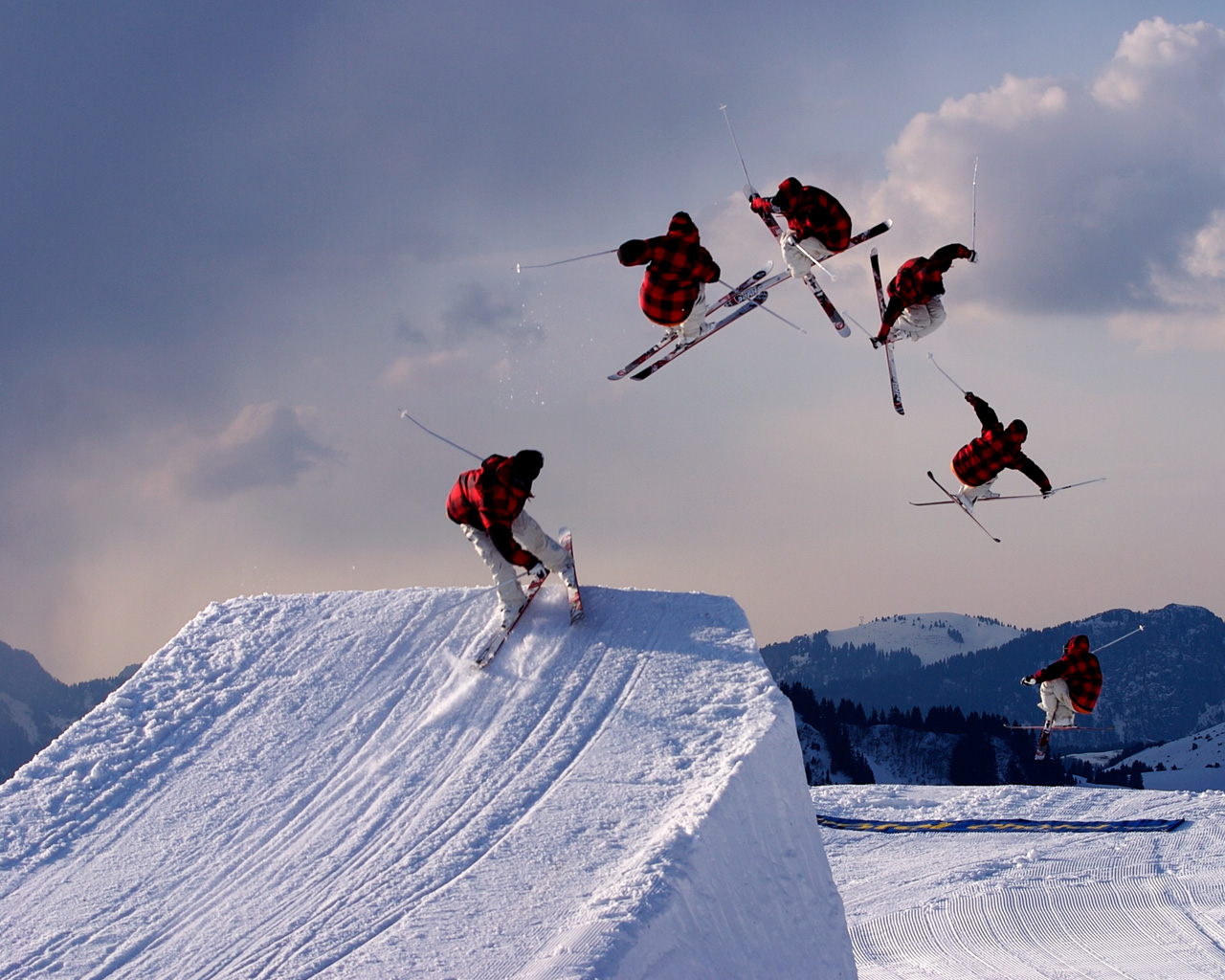
Un salto freestyle newschool rappresentato attraverso la sovrapposizione dei fotogrammi che ritraggono le varie fasi dell'esecuzione

Il freestyle, o sci acrobatico o sci artistico, è uno sport invernale praticato con gli sci. Si tratta di una disciplina sciistica nata come elaborazione dello sci alpino attraverso l'introduzione di salti, difficoltà di percorso e varie figure coreografiche. La prima Coppa del Mondo è stata organizzata dalla Federazione Internazionale Sci nella stagione 1979-1980, i primi Campionati mondiali si disputarono a Tignes nel 1986. Il freestyle è disciplina olimpica da Albertville 1992.

## Storia
Il freestyle nacque in Norvegia negli anni 1930 quando degli sciatori iniziarono ad usare mosse acrobatiche nell'allenamento dello sci alpino e dello sci di fondo. Iniziò a prendere piede come sport agonistico però negli Stati Uniti negli anni 1960 e 1970, anche col nome di "hot dog". All'inizio lo sport aveva poche regole ed era non poco rischioso.
La Federazione Internazionale Sci riconobbe il freestyle come uno sport nel 1979 e gli conferì un nuovo regolamento riguardante la certificazione degli atleti e le tecniche di salto, in modo da eliminare gli elementi più pericolosi dalle competizioni.
Attualmente ci sono due discipline fondamentali, gobbe e salti, ma recentemente è emerso un nuovo ramo della disciplina, chiamato newschool skiing e influenzato anche dallo skiboarding.

## Programma olimpico
A Calgary 1988 il freestyle fu sport dimostrativo, per entrare a far parte del programma ufficiale nelle edizioni seguenti. Ogni disciplina è diventata olimpica in momenti diversi.

## Specialità

### Gobbe
Gli specialisti delle gobbe scendono su una pista lungo la quale incontrano in successione una serie di gobbe, un salto, un'altra serie di gobbe ed un altro salto. Sono attribuiti loro dei punteggi in base alla velocità e pulizia tecnica nella discesa fra le gobbe ed al tipo di salto, alla qualità e alla difficoltà delle mosse aeree e alla loro velocità. Questa disciplina, conosciuta anche con il nome di moguls, è sport olimpico da Albertville 1992.

### Salti
Nei salti, noti anche come aerial, gli sciatori sciano su trampolini innevati che consentono loro di staccarsi da terra; una volta in aria, gli atleti eseguono diverse figure (es. avvitamenti, salti mortali, etc.) prima dell'atterraggio. Una giuria assegna un punteggio a ogni esecuzione. È disciplina olimpica da Lillehammer 1994.

### Ski cross
Nello ski cross più atleti scendono contemporaneamente lungo un percorso artificiale arricchito con un alternarsi di salti, dossi e curve paraboliche. Nelle gare di ski cross dopo una prima fase di qualificazione, che viene superata dagli sciatori che coprono il percorso nel minor tempo, si succedono una serie di turni a eliminazione diretta, fino alla finale. È disciplina olimpica da Vancouver 2010.

### Halfpipe
In questa disciplina, gli sciatori devono scendere lungo un percorso costituito da un semi cilindro inclinato a valle detto halfpipe (dall'inglese half, "metà", e pipe "tubo") cercando di fare più acrobazie possibili prima di arrivare al traguardo. La cosa più importante in questa specialità è prendere velocità per poi saltare più in alto possibile per guadagnare un tempo maggiore in cui compiere acrobazie. Una giuria attribuisce ad ogni atleta un punteggio in base a pulizia tecnica nel passaggio tra un muro del pipe e l'altro, al tipo di salto, alla qualità e alla difficoltà delle mosse aeree e alla loro ampiezza. La specialità è disciplina olimpica da Nagano 1998.

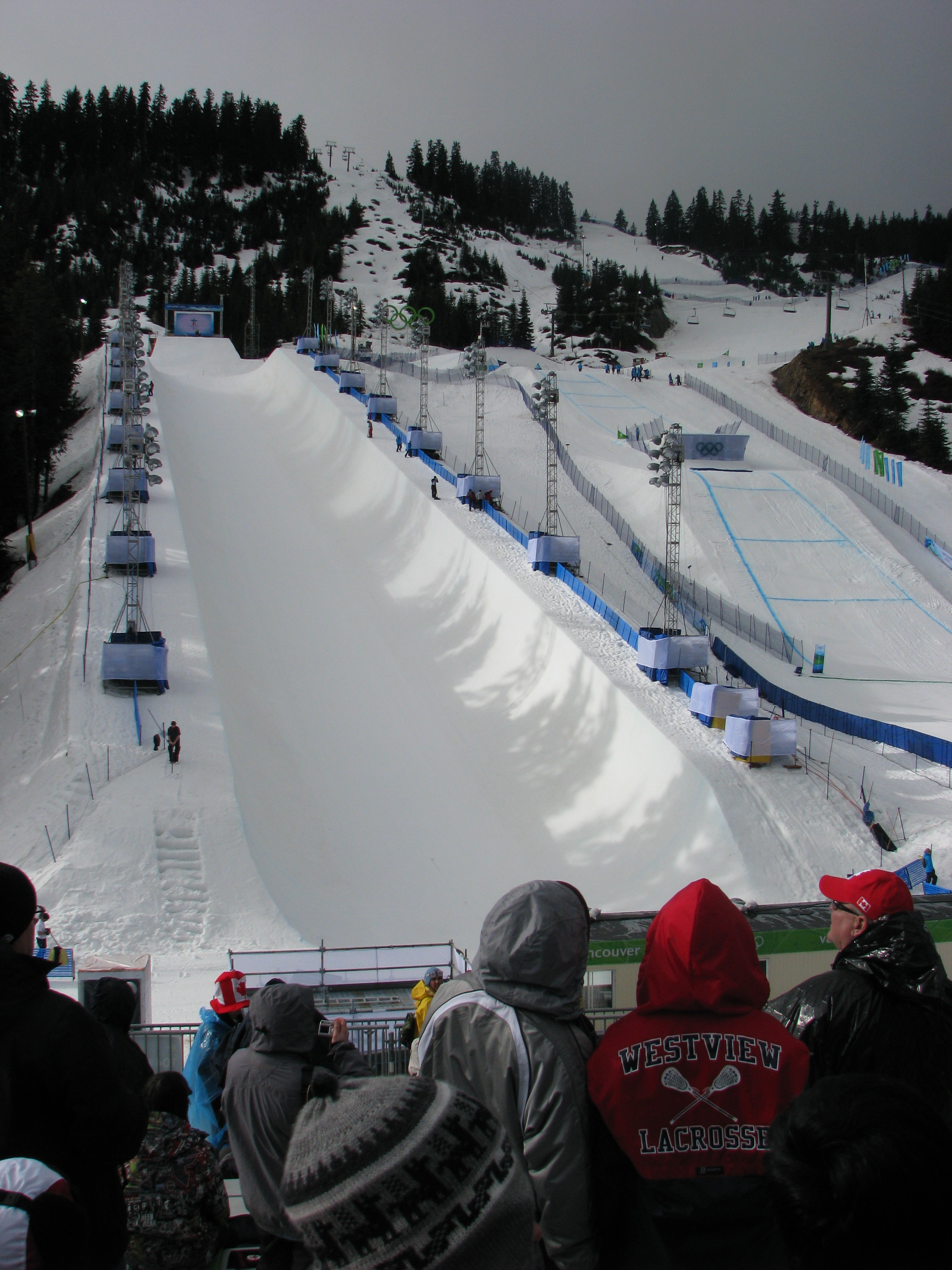
Halfpipe di neve alle Olimpiadi di Vancouver 2010

### Big air
In questa disciplina, gli sciatori devono sfruttare una rampa per realizzare salti ampi e alti compiendo determinate evoluzioni. La cosa più importante in questa specialità è prendere velocità per poi saltare più in alto per prendere tempo per fare acrobazie. Una giuria assegna ad ogni atleta un punteggio in base al tipo di salto, alla sua altezza, alla qualità e alla difficoltà delle mosse aeree. La specialità è disciplina olimpica da Pyeongchang 2018.

### Slopestyle
In questa specialità è prevista una pista con salti (detti kicker) e ostacoli vari (quali tubi, cilindri e ringhiere di diversa sezione, inclinazione e lunghezza - detti rail - ma anche ostacoli da superficie piana come panche e tavoli - detti box), sui quali salire per eseguire figure in salto o evoluzioni di equilibrio; al termine della discesa (detta run) gli atleti ricevono un giudizio sui trick (cioè i tipi di salto o manovre) eseguiti che viene convertito in punteggio. È diventato sport olimpico in occasione dei Giochi olimpici invernali di Sochi 2014.

### Balletto
Il balletto è una disciplina del freestyle dove si interpreta un brano musicale (durata 90 secondi circa, massimo 2 minuti) scelto a preferenza del concorrente con salti sui bastoni e piroette (axel) contornati da passaggi coreografici tipo pattinaggio. È stata una disciplina diffusa a livello professionistico (riconosciuta dalla FIS) da metà anni 1970 e per tutti gli anni 1980, diventando sport dimostrativo alle olimpiadi invernali di Calgary del 1988 ed Albertville del 1992. Successivamente, non venne più inserito nel programma olimpico e l'interesse nei confronti della disciplina si spense abbastanza rapidamente; dal 2000 la FIS ha cessato ogni competizione in questa disciplina.

## Attrezzatura
Questo tipo di attività necessita di un paio di sci adeguati, non i soliti sci carving più comunemente usati bensì un paio di twin tip, ovvero sci con doppie punte (sia anteriormente che posteriormente). Lo sci deve avere caratteristiche adeguate al freestyle, ovvero deve essere leggero, abbastanza morbido e maneggevole.
I twin-tip vengono usati in particolare nel freestyle newschool, nelle specialità slopestyle, halfpipe e big air; nelle gare olimpiche (gobbe, salti e ski cross) gli sci non sono necessariamente twin-tip, che anzi potrebbero incidere negativamente, per esempio, sulla velocità nello ski cross.
Oltre agli sci sono peculiari anche gli scarponi: anch'essi realizzati appositamente per questo sport. Ogni specifica disciplina avrà uno specifico flex index (la parte dello scarpone che batte sullo stinco, che dev'essere più morbida dei normali scarponi) e, soprattutto, gli scarponi essere resistenti e ammortizzare al momento dell'atterraggio.
I bastoncini non devono avere caratteristiche particolari; l'unica differenza da quelli normali da sci alpino è la lunghezza, che deve essere inferiore. Nei salti, disciplina olimpica, non vengono usati.